# Ким, Пётр Геронович
Пётр Геро́нович Ким (4 апреля 1933 — 1 апреля 2001) — советский и узбекский историк, доктор исторических наук, профессор.

## Биография
Окончил Московский историко-архивный институт (1952—1957). Работал старшим научным сотрудником, заведующим сектором, ученым секретарем Института истории партии, заместителем директора Института политических и социальных исследований.
Автор свыше 100 работ по архивоведению, источниковедению, историографии истории Узбекистана. печатался в газетах «Правда Востока», «Народное слово», «Вечерний Ташкент», «Коре Ильбо» (Алма-Ата), «Дона Ильбо» (Республика Корея).
П. Г. Ким являлся председателем Ассоциации Корейских Культурных Центров Узбекистана с 1991 по 2000 годы внес огромный вклад в дело развития отношений между Республикой Узбекистан и Республикой Корея в культурной и деловой сферах.
Ким П. Г. — создатель выставки «Корейцы Республики Узбекистан» и документального фильма «В братской семье народов Узбекистана».
Автор книги «Корейцы Республики Узбекистан» (1993 год).
Скончался 1 апреля 2001 года, похоронен в Ташкенте на центральной аллее корейского национального кладбища «Возрождение» (Бектемирское кладбище).

## Награды
В 1998 году награждён орденом «Дустлик» за достижения и вклад в развитие дружбы и сотрудничества между народами Узбекистана и Южной Кореи.

## Труды
1. Источниковедение истории Компартий Туркестана (1918—1924 гг.) / П. Г. Ким ; Под ред. И. А. Алимова, 208 с 20 см, Ташкент Узбекистан 1982
2. Очерки источниковедения истории Коммунистической партии Узбекистана / П. Г. Ким, Г. Л. Дмитриев, С. А. Дмитриева ; Ин-т истории партии при ЦК КП Узбекистана — фил. Ин-та марксизма-ленинизма ЦК КПСС. — Ташкент : Узбекистан, 1986. −222, [2] с. ; 21 см. Библиогр.: с. 209—223. — 1500 экз.
3. С Лениным в перестройку : (К 120-й годовщине со дня рождения В. И. Ленина) : В помощь лектору / П. Г. Ким, д. ист. н. ; О-во «Знание» УзССР. — Ташкент : Б. и., 1990. — 20 с ; 20 см 1500 экз.
4. Москва. Кремль. Ленину : [Трудящиеся Туркестана, Бухары и Хорезма В. И. Ленину] / Ин-т истории партии при ЦК Компартии Узбекистана — фил. Ин-та марксизма-ленинизма при ЦК КПСС, Гл. арх. упр. при Совете Министров УзССР ; [Сост. Ким П. Г. и др. ; Отв. ред. Зиямов Ш. С.]. — Ташкент : Узбекистон, 1990. — 222 с : ил. ; 22 см. Библиогр.: с. 199—213. — 3000 экз. — ISBN 5-640-00185-2
5. Источниковедение истории Компартии Туркестана (1918—1924 гг.) / Под ред. И. А. Алимова. — Ташкент: Узбекистан, 1982. — 208 с ; 20 см. В надзаг.: Ин-т истории партии при ЦК КП Узбекистана — фил. Ин-та марксизма-ленинизма при ЦК КПСС. — Библиогр. в примеч.: с. 194—208. — 2000 экз.
6. Коммунистическая партия Узбекистана в период построения фундамента социализма : Летопись событий / Ин-т истории партии при ЦК КП Узбекистана — фил. Ин-та марксизма-ленинизма при ЦК КПСС. — Ташкент : Узбекистан, 1980. — 22 см. Загл. ч. 5: Коммунистическая партия Узбекистана в годы Великой Отечественной войны. Ч. 5: ?(?Июнь 1941—1945 гг.) / [Сост.: к. ист. н. П. Г. Ким, С. А. Дмитриева, Л. П. Зотова, к. ист. н. С. В. Урманова ; Отв. ред. д. ист. н., проф. М. Г. Вахабов]. — 1980. — 200 с. Библиогр.: с. 195—199. — 5000 экз.
7. Корейцы республики Узбекистан : Ташкент, изд. Узбекистон, 1993, Тираж: 10.000 экз.